# Kamudeberi-See
Der Kamudeberi-See oder auch Kamudebeli-See ist ein kleiner See im Süden Ruandas.

## Lage
Er befindet sich auf einer Höhe von etwa 1370 m im Sektor Mareba des Distrikts Bugesera in der Ostprovinz. Der See hat eine Fläche von weniger als zwei Hektar. Um ihn werden auf Landwirtschaftsflächen unter anderem Mais und Bohnen angebaut. Der See befindet sich östlich der Akanyaru-Feuchtgebiete im Murago-Feuchtgebiet.

## Flora und Fauna
Teile der ehemaligen von Echtem Papyrus dominierten Sumpfvegetation wurde in den Trockenzeiten für die Schaffung von Landwirtschaftsflächen abgeholzt und verbrannt. Am See wachsen zudem Rohrkolben, Schilfrohr, die Süßgrasart Vossia cuspida und die Mimosenart Mimosa pigra.
Von Juli bis Dezember 2008 wurde von Wetlands International im Rahmen des African Waterbird Census (AfWC) eine Biodiversitätsstudie der Akanyaru-Feuchtgebiete und des nahegelegenen Kamudeberi-Sees durchgeführt. Dabei wurden am Kamudeberi-See folgende Vogelarten sortiert nach Familien beobachtet:
- Habichtartige (Accipitridae)
  - Froschweihe (Circus ranivorus)
  - Schreiseeadler (Haliaeetus vocifer)
- Entenvögel (Anatidae)
  - Pünktchenente (Anas hottentota)
  - Gelbschnabelente (Anas undulata)
  - Witwenpfeifgans (Dendrocygna viduata)
- Reiher (Ardeidae)
  - Graureiher (Ardea cinerea)
  - Schwarzhalsreiher (Ardea melanocephala)
  - Rallenreiher (Ardeola ralloides)
  - Rotbauchreiher (Ardeola rufiventris)
  - Nachtreiher (Nycticorax nycticorax)
- Regenpfeifer (Charadriidae)
  - Langzehenkiebitz (Vanellus crassirostris)
- Störche (Ciconiidae)
  - Nimmersatt (Mycteria ibis)
- Blatthühnchen (Jacanidae)
  - Blaustirn-Blatthühnchen (Actophilornis africanus)
  - Zwergblatthühnchen (Microparra capensis)
- Pelikane (Pelecanidae)
  - Rosapelikan (Pelecanus onocrotalus)
- Rallen (Rallidae)
  - Amaurornis flavirostris
- Schnepfenvögel (Scolopacidae)
  - Teichwasserläufer (Tringa stagnatilis)
- Ibisse und Löffler (Threskiornithidae)
  - Pharaonenibis (Threskiornis aethiopicus)